# Mobil (umění)

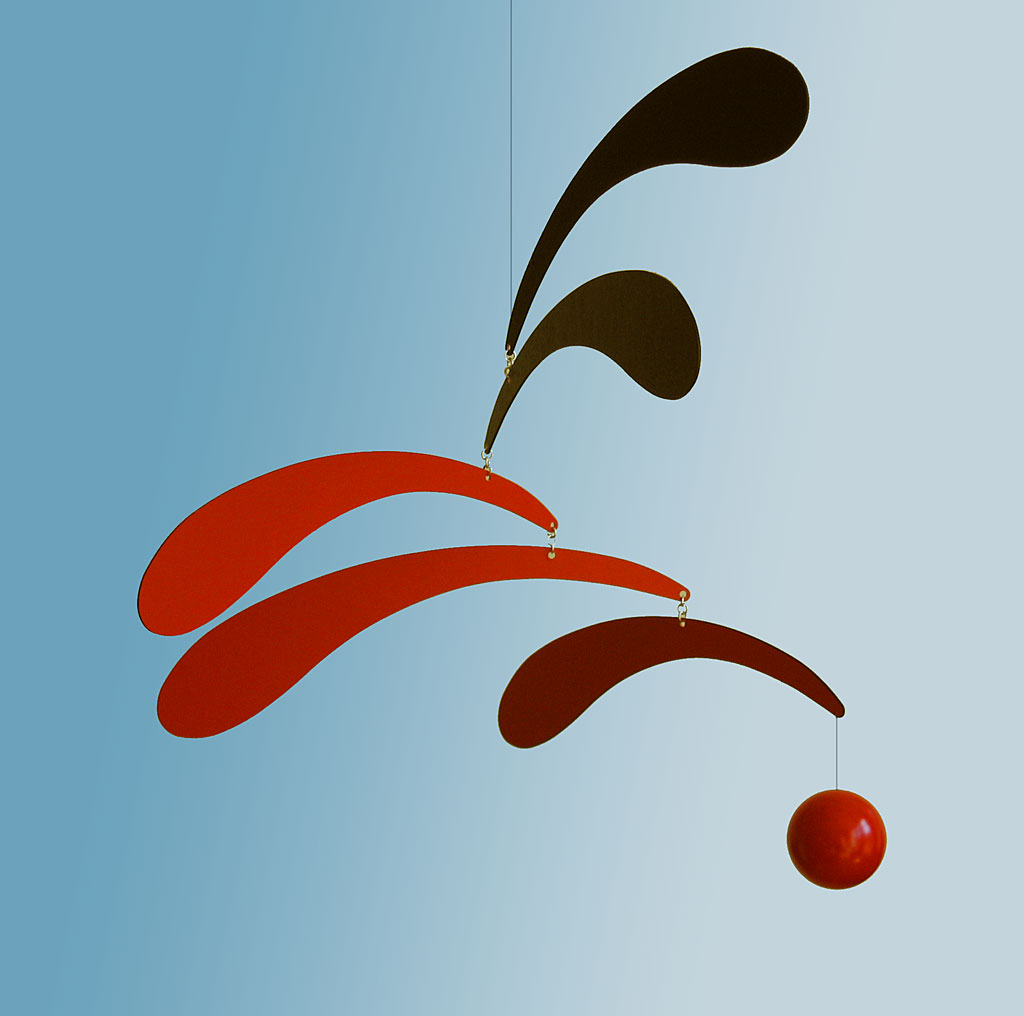
Závěsný mobil ve stylu A. Caldera

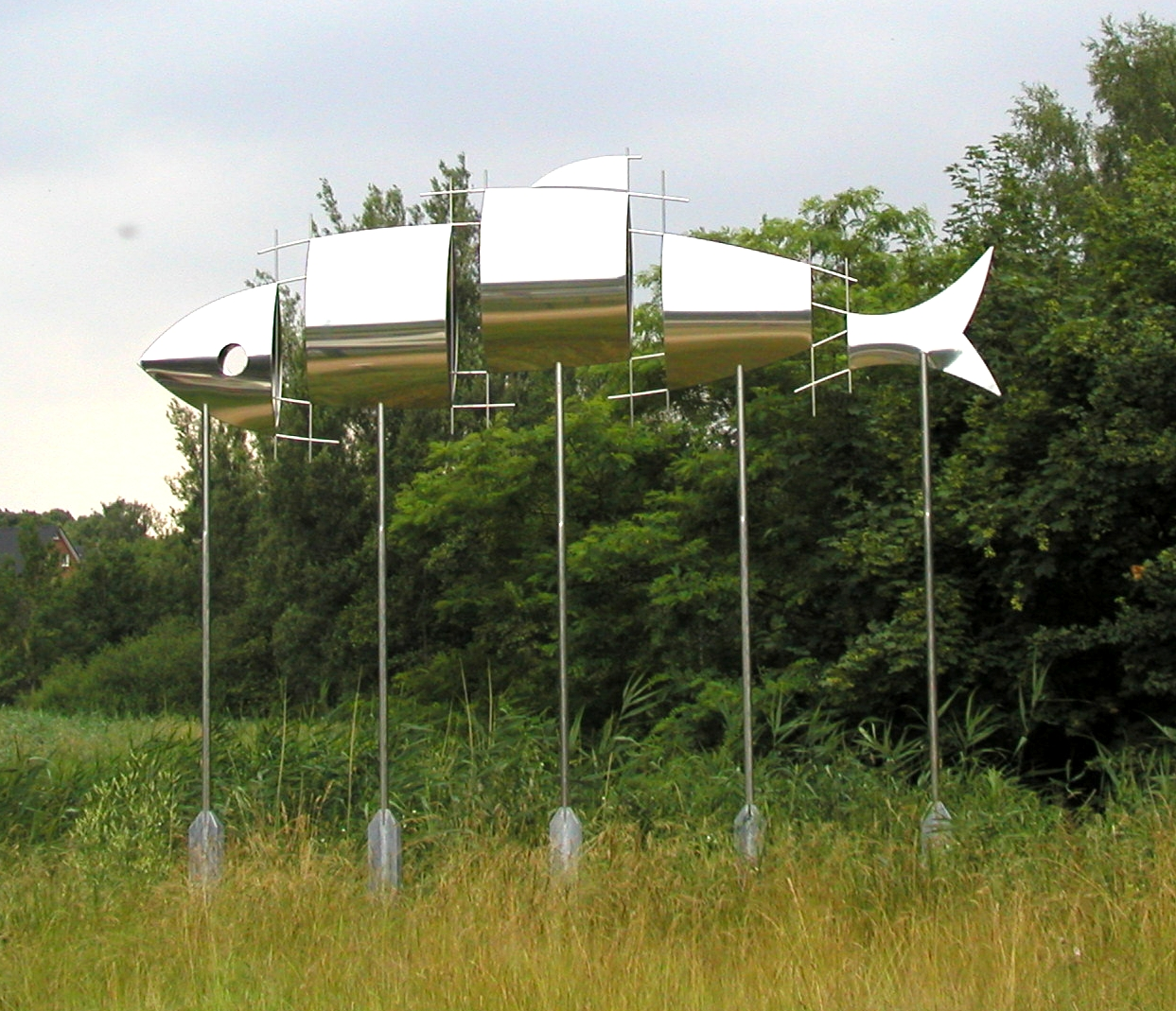
Tim Adam: Slaneček (Berkenthin, severní Německo)

Mobil (z franc. mobile, pohyblivý) znamená ve výtvarném umění pohyblivou plastiku, nejčastěji z kovu. Název dal jednomu z prvních mobilů A. Caldera francouzský výtvarník Marcel Duchamp roku 1931.

## Historie
S kinetickými (pohyblivými) sochami experimentoval americký sochař Man Ray v Paříži ve 20. letech a italský sochař Bruno Munari vytvořil roku 1933 své „Neužitečné stroje“ z lepenky a drátů. Pohyblivé výtvarné konstrukce z drátů, plechů a dřeva začal dělat kolem roku 1926 Alexander Calder, který vyráběl pohyblivé dětské hračky. Některé se pohybovaly, když je člověk posouval nebo táhl, jiné se věšely na strop a pohybovaly větrem nebo průvanem. Calderovy mobily vzbudily velký zájem v Paříži a brzy také v USA, kde se Calder stal velmi populárním.
Od 60. let 20. století dělala pohyblivé sochy řada dalších umělců, s pohybem elektrickým motorkem a různě složitou mechanickou konstrukcí. Mobily se stojanem, k zavěšení na zeď nebo nejčastěji na strop vyrábí dnes řada firem a běžně se prodávají.
| „                  | Když se všechno podaří, je mobil kousek poezie, který samou radostí ze života tančí a překvapuje. | “ |
| — Alexander Calder |                                                                                                   |   |